# Cricula nadari
Cricula nadari är en fjärilsart som beskrevs av Eugène Louis Bouvier 1929. Cricula nadari ingår i släktet Cricula och familjen påfågelsspinnare. Inga underarter finns listade i Catalogue of Life.